# Fresno (Kolumbia)
Fresno – miasto w Kolumbii, w departamencie Tolima.